# Pāṇi
Pāṇi (en sanskrit IAST ; devanāgarī : पाणि) signifie « main ». Dans la philosophie du Sāṃkhya, Pāṇi est l'organe d'action (karmendriya) de préhension et fait partie des dix indriya externes.